# Deep web
Deep web, det dolda nätet eller djupwebben, är en term för den del av internet som inte indexeras av sökmotorer. Detta innefattar alla webbsidor som kräver inloggning för åtkomst, till exempel företags intranät, internetbanker, dejtingsidor och privata internetforum. Användare kan bara komma åt den del av djupwebben som de har behörighet till.
Motsatsen till det dolda, det vill säga det synliga nätet, kallas surface web eller ytwebben.Det dolda nätet uppskattas vara åtminstone 4 000–5 000 gånger större än det synliga nätet. I teorin kan en webbserver alltid nås via sin externa IP-adress, oavsett om den har indexerats eller ej.

## Terminologi
Den första sammanblandningen av termerna "deep web" och " dark web " hände under 2009 när djupwebbsökningsterminologi diskuterades tillsammans med illegala aktiviteter som förekom på Freenet och darknet. Dessa kriminella aktiviteter inkluderar handel med personliga lösenord, falska identitetshandlingar, droger, skjutvapen och barnpornografi.
Sedan dess, efter deras användning i medias rapportering på den svarta marknadens webbplats Silk Road, har medier i allmänhet använt "deep web" synonymt med den mörka webben eller darknet, en jämförelse som vissa avvisar som felaktig, och har  blivit en pågående källa till förvirring. De trådbundna reportrarna Kim Zetter och Andy Greenberg rekommenderar att termerna används på olika sätt. Medan den djupa webben är en referens till vilken webbplats som helst som inte kan nås av en traditionell sökmotor, är den mörka webben en del av den djupa webben som har dolts avsiktligt och är otillgänglig av vanliga webbläsare och metoder.

## Icke-indexerat innehåll
Bergman, i en artikel på den djupa webben publicerad i The Journal of Electronic Publishing, nämnde att Jill Ellsworth använde termen Invisible Web 1994 för att referera till webbplatser som inte var registrerade med någon sökmotor. Bergman citerade en artikel från januari 1996 av Frank Garcia.
En annan tidig användning av termen Invisible Web var av Bruce Mount och Matthew B. Koll från Personal Library Software, i en beskrivning av No. 1 Deep Web-programmet som finns i ett pressmeddelande från december 1996.
Den första användningen av den numera allmänt accepterade specifika termen deep web, skedde i den tidigare nämnda Bergman-studien från 2001.